# Eucrada
Eucrada is een geslacht van kevers uit de familie van de klopkevers (Anobiidae).

## Soorten
- Eucrada humeralis (Melsheimer, 1846)
- Eucrada macleani Abdullah & Abdullah, 1967
- Eucrada robusta Van Dyke, 1918